# لين ستيوارت
لين ايرين ستيوارت (بالإنجليزية: Lynne Stewart)‏ (8 أكتوبر 1939 - 7 مارس 2017) محامية مسلمة أمريكية اشتهرت بكونها محامية الشيخ عمر عبد الرحمن الزعيم الروحي للجماعة الإسلامية.

## وفاتها
توفيت في مدينة نيويورك في الولايات المتحدة في يوم 7 مارس 2017 بعد صراع طويل مع مرض سرطان الثدي عن يناهز 77 سنة.